# Reginald Rose
Reginald Rose (New York, 1920. december 10. – Norwalk, 2002. április 19.) amerikai forgatókönyvíró volt. Vitatott társadalmi és politikai témákról írt. Realista megközelítése különösen nagy hatással volt az 1950-es évek antológia műsoraira.
Rose Manhattanben született és nőtt fel. Legismertebb alkotása a Tizenkét dühös ember című bírósági dráma, amely egy gyilkossági per esküdtszéki tagjairól szól. A műből Sidney Lumet rendezésében 1957-ben azonos című film is készült.

## Fiatalkora
Reginald Rose 1920. december 10-én született Manhattanben, Alice (született Obendorfer) és William Rose ügyvéd fiaként. Rose a Townsend Harris középiskolába járt, majd rövid ideig a City College-ba (ma a New York Városi Egyetem része). A második világháború alatt, 1942-46 között az amerikai hadseregben szolgált, ahol főhadnaggyá léptették elő.
15 éves korában kezdett el írni, amikor Harlemben élt, de azt mondta: „30 éves koromig nem sikerült”. Közben dolgozott egy reklámügynökség szövegírójaként, a Warner Bros. publicistájaként, ablakmosóként, hivatalnokként és tábori tanácsadóként.

## Televízió
Első forgatókönyvét, a Bus to Nowhere-t 1951-ben adta el a Studio One élő drámai antológia műsornak. Négy évvel később megvették a Tizenkét dühös ember című darabját. Ez utóbbi dráma, amely teljes egészében egy szobában játszódik, ahol az esküdtszék egy gyilkossággal vádolt tizenéves fiú sorsáról tanácskozik, Rose-t egy hasonló tárgyaláson való részvétele ihlette. A darabot később Sidney Lumet rendezésében 1957-ben azonos című filmként adaptálták.
Rose a saját esküdtszéki szolgálatáról beszélt: „Olyan lenyűgöző, ünnepélyes környezet volt egy nagy, fapadlós tárgyalóteremben, egy ezüsthajú bíróval, hogy kiütött. Le voltam nyűgözve. Egy emberölési ügyben voltam esküdt, és az esküdtszékben egy félelmetes, dühös, nyolcórás vitába keveredtünk. Akkoriban egyórás drámákat írtam a Studio One-nak, és arra gondoltam, hű, micsoda helyszín egy drámához.”
Emmy-díjat kapott a Tizenkét dühös ember című film forgatókönyvéért, és Oscar-díjra jelölték az 1957-es nagyjátékfilm-adaptációért. 1950 és 1960 között Rose mindhárom nagy televíziós csatornának írt. 1961-ben megalkotta és megírta a The Defenders (Védők) című sorozatot. A heti bírósági dráma Rose egyik epizódjából, a Studio One-ból indult. A The Defenders két Emmy-díjat nyert drámaírói munkásságáért.
Rose volt a társírója az 1986-os My Two Loves című tévéfilmnek, amelyben Mariette Hartley és Lynn Redgrave játszotta a főszerepet.

## Twilight Zone
A „Horace Ford hihetetlen világa” című teleplay volt az alapja az Alkonyzóna című televíziós sorozat 1963-as epizódjának. A főszereplők Pat Hingle, Nan Martin és Ruth White voltak. Az epizódot 1963. április 18-án sugározta a CBS a negyedik évad 15. epizódjaként. A téma az volt, hogy az egyének hogyan dicsőítik a múltat azáltal, hogy elnyomják és cenzúrázzák a negatív aspektusokat: a jóra emlékezünk, míg a rosszat elfelejtjük. A forgatókönyv eredetileg 1955-ben készült a Studio One egyik epizódjaként.

## Filmek
Számos drámához írt forgatókönyvet, kezdve a Crime in the Streets (1956) című filmmel, amely a The Elgin Hour című 1955-ös távjátékának adaptációja. Négy filmet készített Euan Lloyd brit producerrel: Vadlibák, Tengeri farkasok, a S.A.S. kommandó és a Vadlibák II.

## Magánélete, halála
Rose 1943-ban feleségül vette Barbara Langbartot, akitől négy gyermeke született. Válásuk után 1963-ban feleségül vette Ellen McLaughlint (nem a drámaíró és színésznő), akitől két gyermeke született.[2]
Rose 2002. április 19-én halt meg egy norwalki kórházban, Connecticut államban, 81 évesen. A halál oka a szívelégtelenség szövődménye volt.

## Papírok
Rose iratait a wisconsini Film- és Színházkutatási Központ Wisconsin Historical Society Archívumában őrzik. A gyűjtemény "forgatókönyv-vázlatokat, levelezést, kivágásokat és gyártási információkat tartalmaz". A nyomtatott dokumentumokon kívül filmeket és magnófelvételeket is tartalmaznak. A Columbia Egyetemi Könyvtárak forgatókönyveket, „szereplőlistákat, forgatási ütemterveket, valamint kapcsolódó feljegyzéseket és papírokat” is tartalmaznak a The Defenders-hez. Az anyag a Ritkakönyv- és Kézirattárban található.

## Színdarabok
- The Porcelain Year (1950)
- Twelve Angry Men (1954)
- Sacco-Vanzetti Story (1960)
- Black Monday (1962)
- Dear Friends (1968)
- This Agony, This Triumph (1972)

### Magyarul megjelent
- Tizenkét dühös ember (Twelve Angry Men) – Szigligeti Színház / Verseghy Ferenc Megyei Könyvtár, Szolnok, 1980 · ISBN 9637611398 · Fordította: Gera György
  - – Nemzeti Színház színműtár, Budapest, 2006 · ISBN 9638686979 · Fordította: Hamvai Kornél

## Fordítás
- Ez a szócikk részben vagy egészben  a   Reginald Rose című angol Wikipédia-szócikk fordításán alapul.  Az eredeti cikk szerkesztőit annak laptörténete sorolja fel. Ez a jelzés csupán a megfogalmazás eredetét és a szerzői jogokat jelzi, nem szolgál a cikkben szereplő információk forrásmegjelöléseként.